# Monk ’Round the World
Monk ’Round the World ist ein posthum produziertes Album von Thelonious Monk. Die Audio- und Filmaufnahmen, die zwischen dem 16. Mai 1961 und dem 22. Februar 1964 entstanden sind, erschienen am 3. August 2004 als CD und DVD als Produktion des Monk-Sohns Thelonious Monk junior bei Thelonious Records und Hyena Records.

## Hintergrund
Thelonious Records setzte mit dieser Produktion seine Zusammenarbeit mit Hyena Records fort und veröffentlichte eine Edition, die eine CD mit ausgewählten Live-Auftritten aus Paris, Monterey, Stockholm und einem unbekannten europäischen Ort im Zeitraum zwischen 1961 und 1863 sowie eine DVD mit der Spieldauer von 25 Minuten von einer Live-Aufführung im Marquee Club am 14. März 1965 in London enthält. Das Monk-Quartett präsentiert ein Programms mit sechs ausgedehnten Kompositionen des Pianisten, die viele, aber nicht alle der bekanntesten Stücke Monks abdecken – Epistrophy, Blue Monk, Ruby, My Dear, Rhythm a Ning, Bemsha Swing und Hackensack. Neben Thelonious Monk (Piano) und Charlie Rouse (Tenorsaxophon) spielen John Ore (Bass in Epistrophy, Rhythm A Ning, Bemsha Swing), Butch Warren (Bass in Blue Monk, Ruby My Dear, Epistrophy (closing theme)), Larry Gales (Bass in Hackensack), Frankie Dunlop (Schlagzeug in Epistrophy, Rhythm A Ning, Bemsha Swing) und Ben Riley (Schlagzeug in Blue Monk, Ruby My Dear, Epistrophy (closing theme), Hackensack). Auf der DVD spielt Thelonious Monk mit Charlie Rouse, Larry Gales und Ben Riley.
Die Liner Notes des Albums schrieben der Produzent Joel Dorn und der Basketballstar Kareem Abdul-Jabbar. Das Filmmaterial wurde für die BBC-TV-Sendung Jazz 625 aufgenommen. Das Tonmaterial erschien – gekoppelt mit Aufnahmen von 1964 der J. J. Johnson’s All Stars aus London – 1988 auf dem Album The Be Bop Legends, veröffentlicht von dem italienischen Label Jazz Up (JU 302).

## Titelliste
- Thelonious Monk – Monk ’Round the World (Hyena Records TMF 9323, Thelonious Records TMF 9323)[4]
- CD
  1. Epistrophy – 6:15
  2. Blue Monk – 10:16
  3. Ruby My Dear – 8:45
  4. Rhythm A Ning – 9:07
  5. Bemsha Swing – 9:13
  6. Hackensack – 11:08
  7. Epistrophy (Closing Theme) – 1:09
- DVD
  1. Rhythm A Ning
  2. Nutty
  3. Criss Cross
- Alle Kompositionen stammen von Thelonious Monk.

## Rezeption
Ken Dryden verlieh dem Album in AllMusic vier Sterne und schrieb: „Monks Wurzeln im Stride Piano rücken gelegentlich auch in den Fokus. Es ist unmöglich, während Monks humorvollem Solo in ‚Hackensack‘ (basierend auf Gershwins ‚Oh, Lady Be Good‘) nicht zu lächeln, obwohl der Austausch zwischen Larry Gales und Ben Riley ebenfalls reizvoll ist.“ Das Filmmaterial mit drei Titeln aus einem Set von 1965 im Marquee Club in Schwarzweiß sei bemerkenswert gut erhalten; „es ist auch eine seltene Gelegenheit, wirklich zu würdigen, wie fokussiert sein Quartett mit Rouse, Gales und Riley tatsächlich war.“ Die definitive Einstellung zeige Monk, der sich leicht dem Publikum zuwendet und lächelt. Dies sei eine großartige Möglichkeit, resümiert der Autor, „um einen wunderbaren Neuzugang in der umfangreichen Diskographie des Pianisten zu schließen. Sehr empfehlenswert.“
John Kleman vergab an das Album in All About Jazz 3½ (von fünf) Sterne und schrieb: „Unterstützt von einer fluktuierenden Band, die jedoch eine Konstante im Tenorsaxophonisten Charlie Rouse hatte, hat er vielleicht nicht viel neue Musik komponiert, aber seine Auftritte, insbesondere im Konzert, gehörten zu den temperamentvollsten seiner Karriere.“ Nach Ansicht Kelmans ist die CD eine perfekte Einführung für neue Hörer und eindeutig von archivarischem Interesse für Monk-Fans. Unabhängig davon, wer gerade zur Besetzung der Rhythmusgruppe gehört, zeigten Monk und Rouse, dass es nichts Falsches sei, nach neuen Wegen zu suchen, um vorhandenes Material anzugehen. Zu diesem Zeitpunkt in seinem Leben, als Monk vielleicht nicht viel komponiert hat, waren seine Erkundungen der Ecken und Winkel seiner Melodien ebenso wichtig wie je.
In JazzTimes meinte Duck Baker, diejenigen, die die Columbia-Aufnahmen dieser Zeit kennen, würden die Variationen genießen, die Monk und Rouse zu den Themen gebracht haben. Die DVD fange die Gruppe mit Gales und Riley in guter Form in London im Jahr 1965 ein.
Auch John Fordham (The Guardian) verlieh dem Album vier Sterne; nach Ansicht des Kritikers variieren die Besetzungen auch die Qualität der Klaviere, aber der gemeinsame Faktor sei, abgesehen von Monk selbst, der unterschätzte Tenorsaxophonist Charlie Rouse. Dieser spiele mit solch rhythmischem Drang bei dem Gastspiel auf dem Monterey Jazz Festival von 1963 und mit solcher Zärtlichkeit bei der Pariser Version von Ruby, My Dear, dass er eine spätere Zeit zu kompensieren scheint, in der sich sein Chef ein wenig zurücklehnte.